# Комутація пакетів
Комутація пакетів — принцип комутації, при якому інформація розділяється на окремі пакети, які передаються в мережі незалежно один від одного. В таких мережах, по одній фізичній лінії зв'язку, можуть обмінюватися даними багато вузлів.
Переваги — ефективність використання пропускної здатності та менші затрати.
Недоліки — зайнятість лінії зв'язку та зменшення її пропускної здатності
При комутації пакетів всі передані користувачем дані розбиваються передавальним вузлом на невеликі (до декількох кілобайт) частини — пакети (packet). Кожний пакет оснащується заголовком, у якому вказується, як мінімум, адреса вузла-одержувача й номер пакета. Передача пакетів по мережі відбувається незалежно один від одного. Комутатори такої мережі мають внутрішню буферну пам'ять для тимчасового зберігання пакетів, що дозволяє згладжувати пульсації трафіка на лініях зв'язку між комутаторами. Пакети іноді називають дейтаграмами (англ. datagram), а режим індивідуальної комутації пакетів — дейтаграмним режимом.

## Мережа з комутацією пакетів
Мережа з комутацією пакетів — вид телекомунікаційної мережі, у якій застосовується комутація пакетів. Яскравим (але не єдиним) прикладом такої мережі є Інтернет.
Мережа з комутацією пакетів сповільнює процес взаємодії кожної конкретної пари вузлів, оскільки їхні пакети можуть очікувати в комутаторах, поки передадуться інші пакети. Однак загальна ефективність (обсяг переданих даних в одиницю часу) при комутації пакетів буде вище, ніж при комутації каналів. Це пов'язане з тим, що трафік кожного окремого абонента носить пульсуючий характер, а пульсації різних абонентів, відповідно до закону великих чисел, розподіляються в часі, збільшуючи рівномірність навантаження на мережу. Даний метод комутації є найпоширенішим на сьогодні.